# Pisachoides sistens
Pisachoides sistens är en insektsart som först beskrevs av Walker 1858.  Pisachoides sistens ingår i släktet Pisachoides och familjen dvärgstritar. Inga underarter finns listade i Catalogue of Life.